# IBC SOLAR

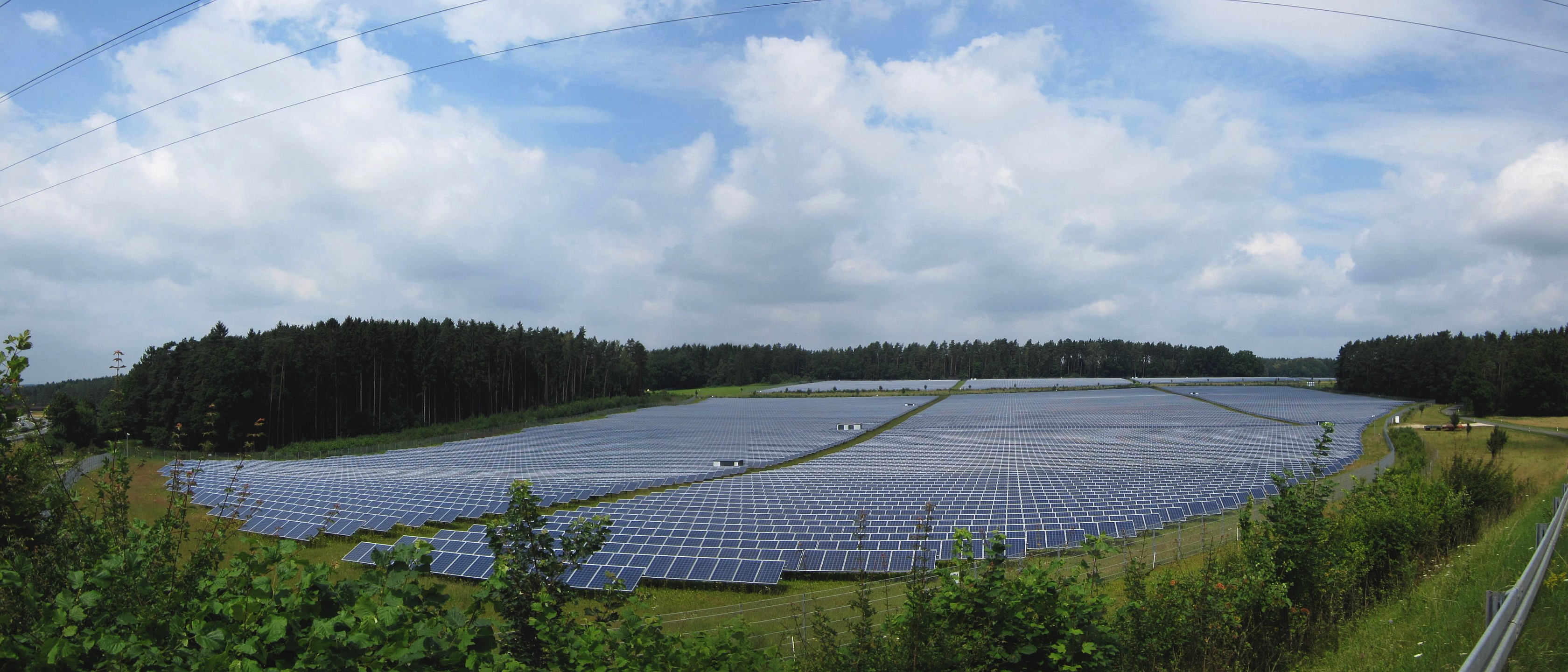
Jura Solarpark (43 MWp) in Weismain-Buckendorf, Jura franconien

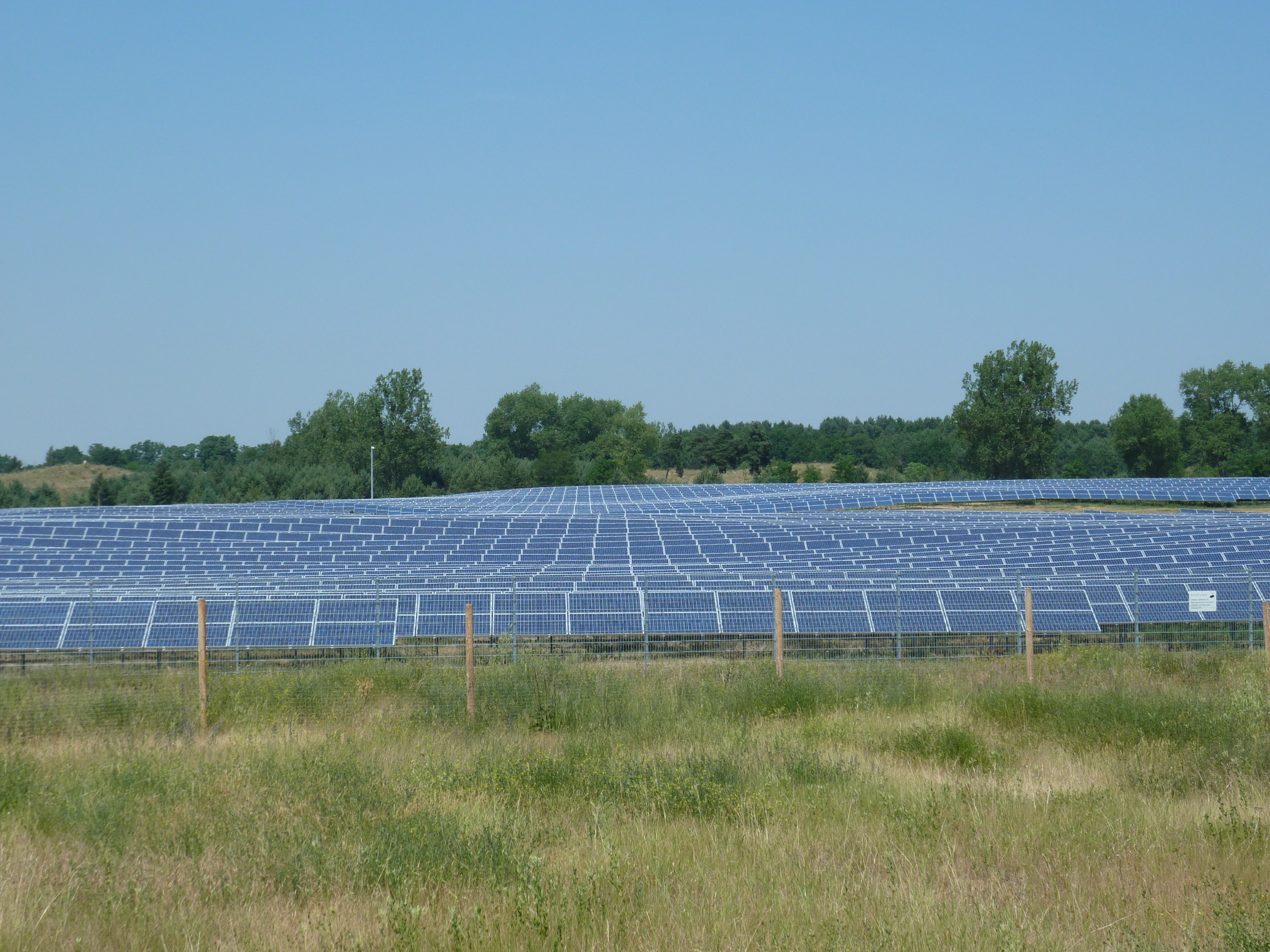
Un champ photovoltaïque IBC à Neustrelitz dans le Mecklembourg-Poméranie-Occidentale

Fondé en 1982, IBC SOLAR est un groupe allemand spécialisé dans l’énergie solaire photovoltaïque, qui, en tant que société de systèmes, vend tous les composants pour les systèmes photovoltaïques des maisons et des entreprises commerciales ainsi que pour les parcs solaires et propose des services associés. Le siège de l'entreprise se trouve à Bad Staffelstein.
Le groupe IBC SOLAR est présent à travers le monde avec 6 filiales : Allemagne, Pays-Bas, Afrique du Sud, Inde, Japon, Singapour. Son siège social est basé à Bad Staffelstein (Allemagne).
IBC SOLAR a installé plus de 4,7 GWc.
Leur réseau de distribution pour les produits solaires couvre plus de 1.000 distributeurs et grossistes, à travers plus de 30 différents pays.

## Histoire
En 2000, l'entreprise est devenue une société par actions IBC Solar AG. La croissance continue du chiffre d'affaires et du nombre d'employés a permis à IBC Solar de figurer trois fois parmi les 50 meilleurs de Bavière.
Comme l’ensemble de l’industrie photovoltaïque, IBC a également perdu des ventes en 2014 à cause du nouvel EEG (Erneuerbare-Energien-Gesetz), loi allemande sur les sources d'énergies renouvelables et a dû supprimer un quart de ses effectifs.